# Ptilinop de Wallace
El ptilinop de Wallace (Ptilinopus wallacii) és una espècie d'ocell de la família dels colúmbids (Columbidae) que habita els boscos de les terres baixes de Babar, a les illes Petites de la Sonda i les illes Banda, Tanimbar, i altres de les Moluques meridionals i les illes Aru.